# Спиро Китинчев
Спиро Гьорев Китинчев с псевдоним Скопянски е български политик, кмет на град Скопие в периода от април 1941 до ноември 1944 година.

## Биография
Китинчев е роден през 1895 година в Скопие. Учи в българската гимназия в Солун, а по време на Първата световна война следва в Лозана, Швейцария. По време на българската окупация на града през войната (1915 – 1918) баща му Гьоре Китинчев е кмет на Скопие. Включва се в организацията на македонските студенти ММТРО в Швейцария. На 16 декември 1918 година Китинчев е сред организаторите на обединението на македонските студентски дружества под името Главен съвет. През 1919 година по време на заседанията на Парижката мирна конференция този Главен съвет издава апели, меморандуми, както и печатния орган „Ендепанданс Маседониен“, работещ в полза на независима мултиетнична Македония, на принципа на Швейцарската конфедерация.
След 1919 година Китинчев се връща в Скопие. Той е сред основателите на списание „Луч“ и пропагандатор на идеята да се поместват материали на местен говор. Става член на околийски комитет на ВМРО. Китинчев членува в Демократическата партия, но заедно с други местни българи се отцепва от нея, заради което е преследван и арестуван от сръбските власти.
През 1936 година заедно с Димитър Чкатров и Димитър Гюзелев се включва в демократичната организация МАНАПО (Македонски народни покрет).
При разгрома на Кралска Югославия през април 1941 година Китинчев става кмет на Скопие заедно със сърбина Йованович и турчина Кемал Рустем бег, всеки отговарящ за съответната общност. През юли 1941 г. е назначен за титулярен кмет и остава на този пост до 1944 г. По същото време е избран за вицепрезидент на Българските акционни комитети.
На 8 септември 1944 година, след провала на опита за създаване на Независима Република Македония, Китинчев остава на поста си в Скопие до 14 ноември, когато градът е превзет ог БНА и югославските партизани. Впоследствие е задържан и разследван. По време на процеса, който продължава от 25 май до 2 юни 1945 година, Китинчев е обвинен във великобългарски шовинизъм заедно с Димитър Гюзелов и Димитър Чкатров. Тримата не отричат, че са се борили против сръбската асимилация. Китинчев е осъден на смърт, но по-късно присъдата му е заменена с 20 години каторга. Умира в затвора Идризово след една година от туберкулоза и изтезания.